# Димитрис Негрис
Димитрис Негрис (грч. Δημήτρης Νέγρης; 14. март 1998) грчки је пливач чија специјалност су трке слободним стилом на дужим деоницама. 

## Спортска каријера
На почетку јуниорске пливачке каријере, Негрис се такмичио у маратонским тркама на отвореним водама, и већ на првом међународном такмичењу на коме је учествовао, европском првенству за јуниоре 2013. у Коџаелију, освојио је сребрну медаљу у трци на 5 километра у категорији дечака старости од 15 и 16 година. Први наступ у великим базенима је имао на Светском јуниорском првенству у Сингапуру 2015, где је успео да се пласира у финала обе најдуже трке слободним стилом. 
Дебитантски наступ у сениорској конкуренцији је имао на светском првенству у Будимпешти 2017, где се такмичио у три дисциплине — 800 слободно (24. место), 1.500 слободно (33. место) и у штафети 4×200 слободно (17. место). 

Први запаженији успех у сениорској каријери постигао је на Медитеранским играма у Тарагони 2018, где је освојио високо четврто место у трци на 1.500 метара слободним стилом. 
Негрис се такмичио и на светском првенству у корејском Квангџуу 2019, а најбољи резултат је остварио у трци на 400 слободно, коју је окончао на 16. месту у квалификацијама. Пливао је још и квалификације на 800 слободно (22) и 1.500 слободно (27. место).